# كيفن سميث (لاعب كرة قدم أمريكي)
كيفن سميث (بالإنجليزية: Kevin Smith)‏ (7 أبريل 1970 في الولايات المتحدة - ) هو لاعب كرة قدم أمريكية ولاعب كرة قدم أمريكي في مركز ظهير خلفي ‏.

## وصلات خارجية
- كيفن سميث على موقع مرجع كرة القدم المحترفة.كوم (الإنجليزية)